# Німецькі колонії Львівського повіту
У Львівському повіті ще з часів Галицько-Волинського князівства мешкали німці. 

## Історія
Німецькі колоністи до Галичини прибули на запрошення австрійського імператора Йосифа II (т.зв. йосифинська колонізація). На частині земель, що належали камері (державних землях), творилися німецькі поселення. Так звана аграрна колонізація утвореного від 1772 р. у складі Австрійської монархії Коронного Краю Галичини і Володимирщини була одним з проявів нової урбанізаційної політики Австрійської імперії, яка трактувала свої нові східні провінції як слабозаселені та промислово відсталі території. Це дозволяло уряду згідно з міждержавним договором переселяти німців з Північної Німеччини, Рейнланд-Пфальцу тощо. Предки німецьких колоністів походили також із німецьких земель Баден-Вюртемберг, Гессен, Лотарингія. 
Німецькі колонії Львівського повіту виникли у такій хронологічній послідовності:
- Острів — 1783 (тепер частина Щирця, смт Пустомитівського району, Львівської області).
- Розенберґ (німецька колонія) (нім. Rosenberg «Трояндова Гора») — 1783 (з 11.03.1939 — Подзамче (пол. Podzamcze), тепер частина Щирця, селища міського типу Пустомитівського району, Львівської області).
- Кальтвассер (нім. Kaltwasser «Зимна Вода») — 1784 р.; (з 11.03.1939 — Воля Конопніцка (пол. Wola Konopnicka), тепер Зимна Вода — село в Пустомитівському районі Львівської області).
- Фалькенштайн — 1784 р.; (тепер Соколівка — село в Пустомитівському районі Львівської області).
- Вайнберґен (Винники) («Винна Гора») — 1785 р.; (тепер Винники — місто біля Львова).
- Присілком Вайнберґена була німецька колонія Унтерберґен, у якій з 55 осіб німцями були 49 (89,1%); (тепер Підгірне — село в Пустомитівському районі Львівської області; між Винниками і Підберізцями
- Дорнфельд (Тернове поле) — 1786 р.;(з 11.03.1939 — Добжанка (пол. Dobrzanka), тепер Тернопілля ) — село в Миколаївському районі Львівської області).
- Лінденфельд (Липове поле) — 1788 р.; (з 11.03.1939 — Любянка (пол. Lubianka), тепер Луб'яна ) — село в Миколаївському районі Львівської області).
- Райхенбах (Текучий потік) — 1789 р.; (тепер Красів) — село в Миколаївському районі Львівської області).
- Хоросно Нове — 1789 р.; (тепер Хоросно — село в Пустомитівському районі Львівської області).
- Айнзідель  (Один поселенець) — 1836 р.; (тепер Сердиця) — село в Пустомитівському районі Львівської області).
- Унтервальден (нім. Unterwalden) — близько 1784 р.; (тепер частина села Підгайчики, Золочівського району)

Менш відомі німецькі колонії:
- Богданівка (місцевість у Франківському та Залізничному районах Львова).
- Сигнівка (місцевість Залізничного району Львова).
- Ебенау (тепер Стоділки — село в Городоцькому районі Львівської області).
- Фордерберґ — 1786 р. (околиці м. Городка).
- Брунендорф
- Бурґталь
- Отенгаузен
- Ротенган
- Ліенталь
- Енсдорф (Ернестове село) - 1783 р.; (з 25 листопада 1938 по 1939 Полянка Бубрецка (пол. Polanka Bóbrecka), тепер Благодатівка) - село в Перемишлянському районі Львівської області.

Переважно німецькі поселення розташувалися на півдні Львівського повіту, тільки Вайнберґен і Унтерберґен знаходилися у центральній, а Кальтвассер — у західній частинах повіту.